# Square dance
Square Dance (anglicky Modern Western Square Dance, zkratka SD) je tanec, který se tancuje ve čtverylkách na jednoduchou anglickou nápovědu. Samotný tanec je na místě vytvářen callerem (vyvolávačem), který tanečníkům do rytmu napovídá jednotlivé figury a které tanečníci okamžitě provádějí. Z toho plyne jedinečný rys této taneční formy: tanečníci předem neznají choreografii, ale pouze figury, z nichž se tanec skládá.

## Historie

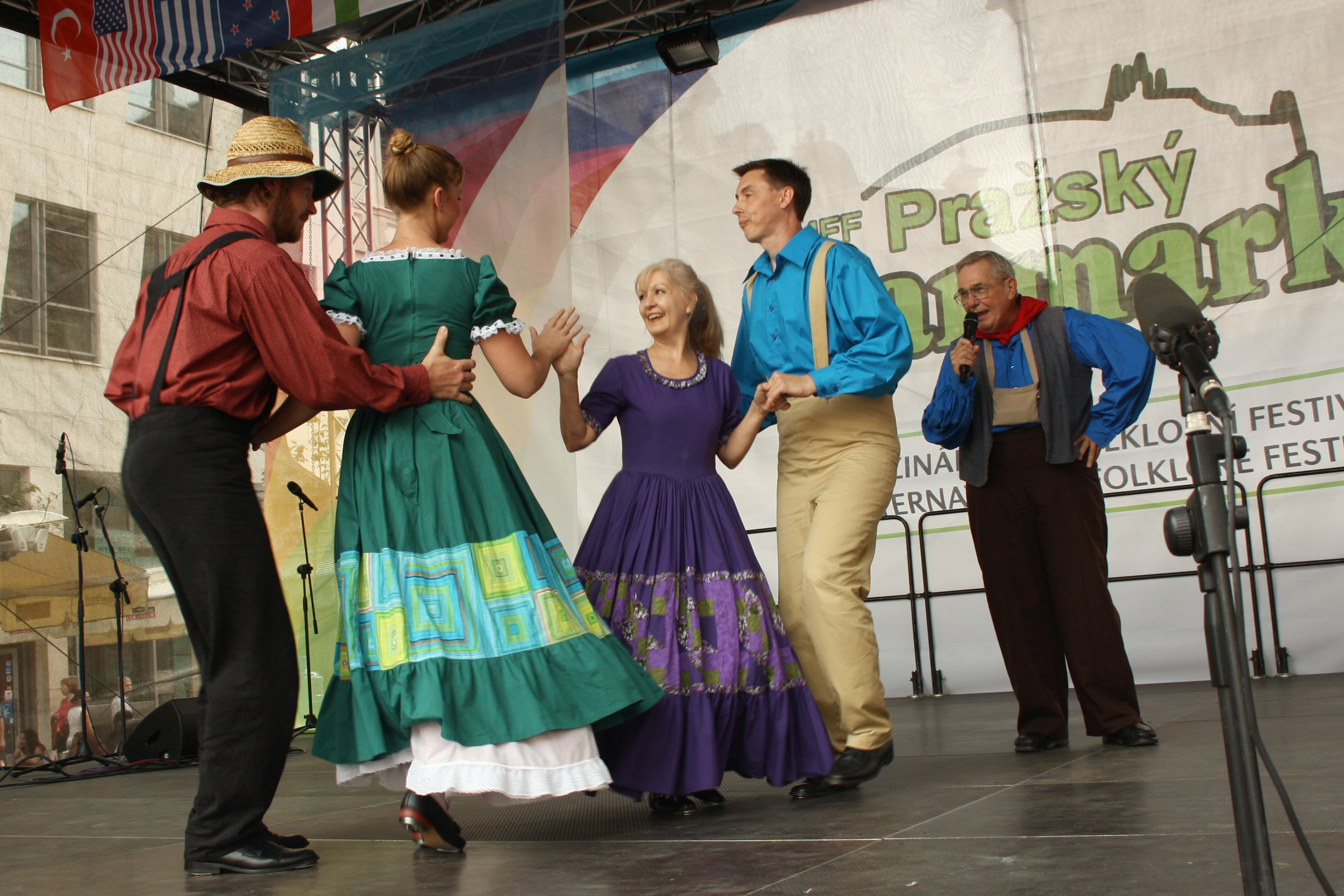
Tanečníci během vystoupení

Základy moderního Square Dance formoval v USA během 30. a 40. let 20. století Lloyd Shaw, který sesbíral pro uchování tradičních amerických lidových tanců používané figury. Od 70. let dvacátého století je moderní Square Dance podporován a standardizován mezinárodní organizací callerů CALLERLAB (anglicky International Association of Square Dance Callers).
Do Evropy rozšířili Square Dance po druhé světové válce americkými vojáky. Do bývalého Československa se SD dostal v roce 1988. V současné době v Česku funguje přes 20 tanečních klubů.

## Taneční úroveň

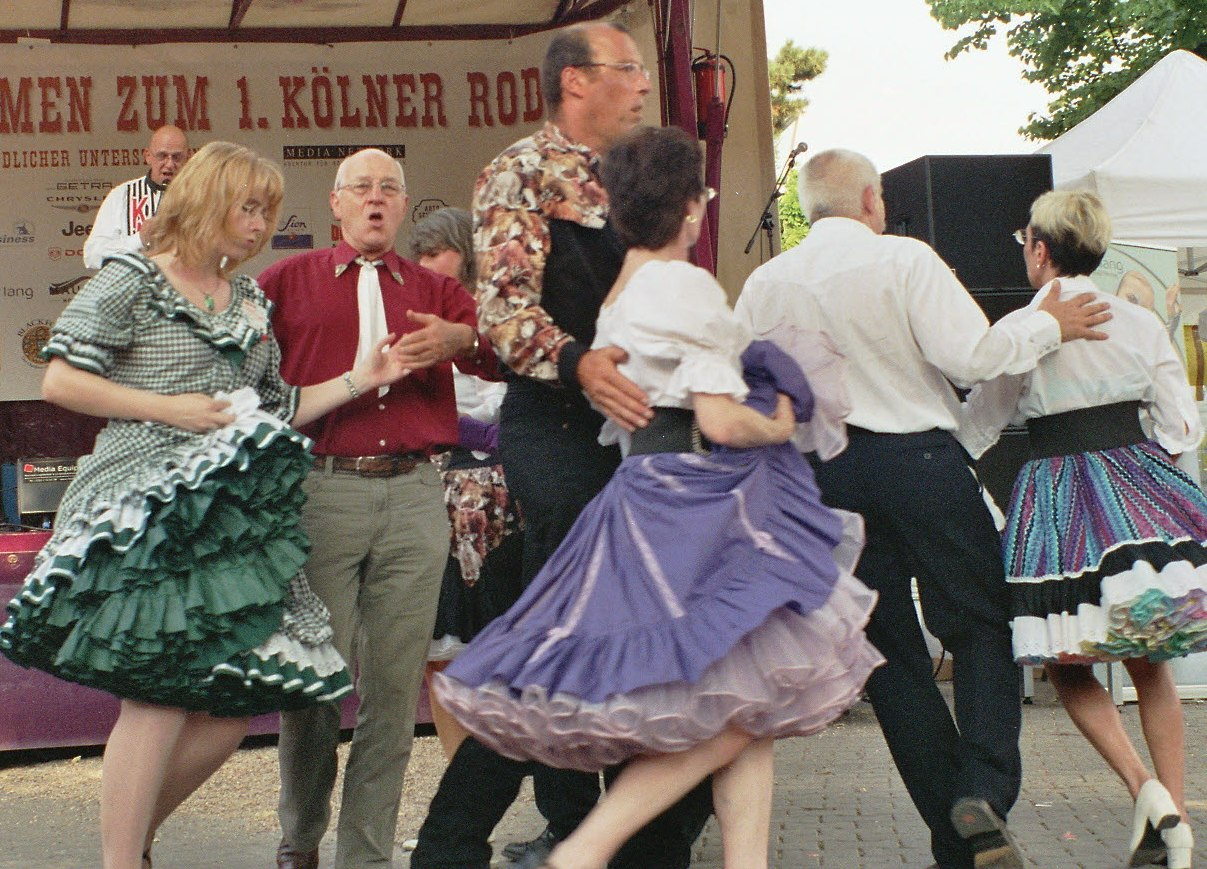
Tanec ve čtverylce

Jednotlivé taneční figury napovídané během tance callerem jsou rozděleny do tanečních úrovní. Pokud tanečník zvládne figury z určité taneční úrovně, je schopen si zatančit danou úroveň v jakémkoliv tanečním klubu Square Dance či na taneční akci v celém světě a není omezen jazykovou bariérou spolutanečníků. Názvy figur jsou proto v angličtině.
Rozdělení taneční úrovní je do 4 základních úrovní, některé z nich jsou dále děleny:
- Mainstream (jeho první částí je samostatná úroveň Basic, která se však používá zejména mimo USA)
- Plus
- Advanced (2 dílčí úrovně)
- Challenge (5 dílčích úrovní, poslední 2 úrovně nejsou spravovány CALLERLABem).

Od úrovně Advanced se kromě figur dále definují koncepty, které jednotným způsobem rozšiřují a upravují možnosti provádění jednotlivých figur.